# Agila I
Agila I (inaczej Achila, Akhila, Aquila, lub Agil) (ur. ? – zm. 554) – król Wizygotów w latach 549-554.
Nie do końca wiadomo dlaczego został wybrany na króla. Podczas jego panowania doszło wybuchu dwóch buntów. Pierwszy w Kordowie, gdzie Agila stracił syna i skarb królewski.  Nie są do końca jasne przyczyny tego buntu. Drugie powstanie wybuchło w Sewilli pod przywództwem Atanagilda. Wtedy to Agila wezwał na pomoc cesarza bizantyjskiego Justyniana I Wielkiego. Cesarz przybył do Hiszpanii i zajął jej południowe i południowo-wschodnie wybrzeża, tworząc tam swoją kolonię, zaś niedługo po tym Agila został zamordowany. Inna wersja wydarzeń mówi, że to Atanaglid wezwał na pomoc Justyniana, a ludzie Agili, obawiając się podboju półwyspu przez Bizantyjczyków, postanowili zamordować króla, w celu zatrzymania wojsk Cesarstwa.